# ارینجبرگ (کارولینای جنوبی)
ارینجبرگ(به انگلیسی: Orangeburg) شهری در ایالت کارولینای جنوبی کشور ایالات متحده آمریکا است که جمعیت آن در سرشماری سال ۲۰۱۰ میلادی، ۱۳٬۹۶۴ نفر بوده‌است.

## جستارهای وابسته

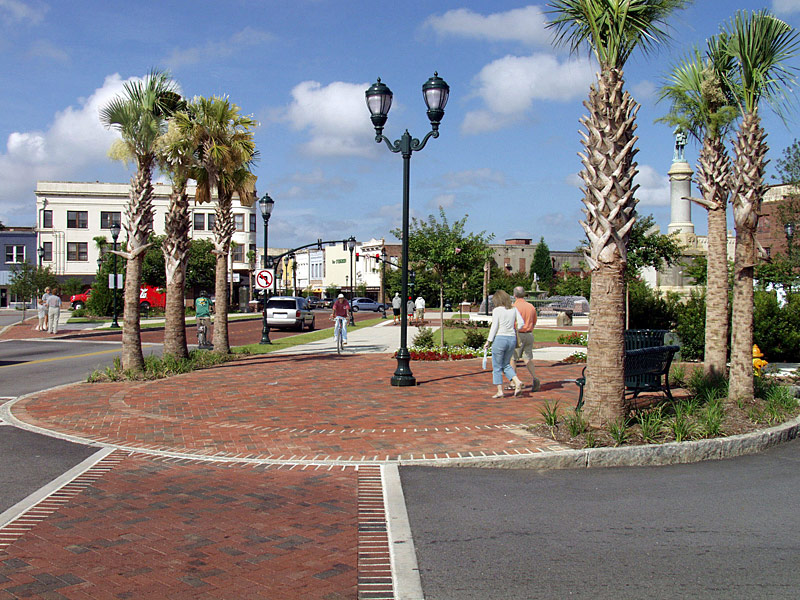
Downtown Loop

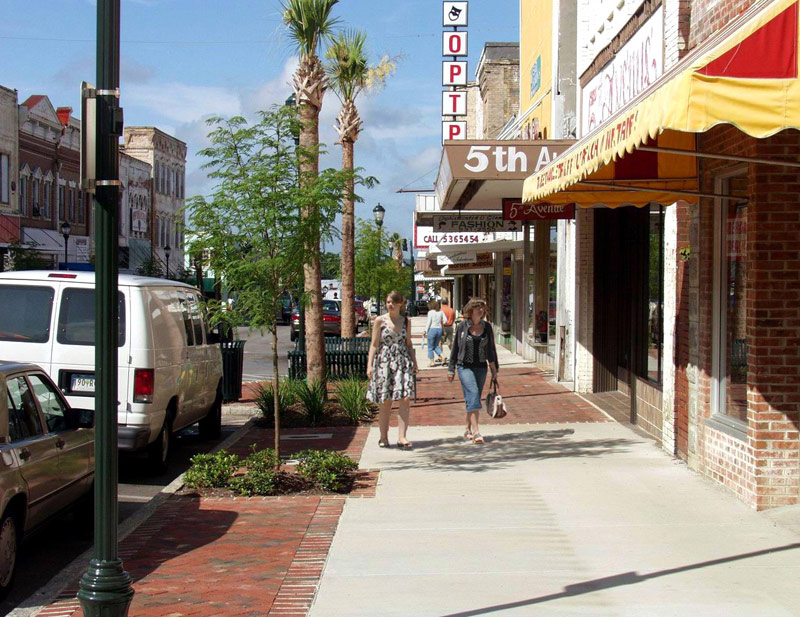
Central Business District